# Rozenburg
Rozenburg (anhörenⓘ) ist ein Teilgebiet der niederländischen Stadt Rotterdam. Bis zum 18. März 2010 war sie eine eigenständige Gemeinde in der Provinz Südholland und bis 2014 eine Teilgemeinde von Rotterdam.

## Politik

### Sitzverteilung in der Gebietskommission
Seit 2014 besteht eine Gebietskommission, die sich folgendermaßen zusammensetzt:
| Partei                     | Sitze | Sitze |
| Partei                     | 2014  | 2018  |
| -------------------------- | ----- | ----- |
| Gemeentebelangen Rozenburg | 6     | 5     |
| CDA                        | 1     | 2     |
| Leefbaar Rotterdam         | —     | 2     |
| VVD                        | 1     | 2     |
| PvdA                       | 1     | 0     |
| Inwonerspartij Rozenburg   | 2     | —     |
| Gesamt                     | 11    | 11    |

### Sitzverteilung im Teilgemeinderat
Von 2010 bis 2014 war Rozenburg eine Teilgemeinde, dessen Rat aus folgenden Parteien bestand:
| Partei                     | Sitze |
| Partei                     | 2014  |
| -------------------------- | ----- |
| Gemeentebelangen Rozenburg | 4     |
| Inwonerspartij Rozenburg   | 4     |
| VVD                        | 2     |
| PvdA                       | 2     |
| CDA                        | 1     |
| Gesamt                     | 13    |

### Sitzverteilung im Gemeinderat
Bis zur Auflösung der Gemeinde wurde der Rat wie folgt gebildet:
| Partei                        | Sitze | Sitze | Sitze | Sitze |
| Partei                        | 1994  | 1998  | 2002  | 2006  |
| ----------------------------- | ----- | ----- | ----- | ----- |
| Gemeentebelangen Rozenburg    | 6     | 5     | 3     | 5     |
| PvdA                          | 2     | 3     | 3     | 3     |
| CDA                           | 3     | 3     | 2     | 2     |
| Rozenburgse Nieuwe Democraten | —     | —     | —     | 2     |
| ChristenUnie                  | —     | —     | 1     | 2     |
| VVD                           | 2     | 2     | 2     | 1     |
| D66                           | 2     | 2     | 4     | —     |
| Gesamt                        | 15    | 15    | 15    | 15    |

## In Rozenburg geboren
- Bonnie St. Claire (* 1949), niederländische Sängerin
- Kraantje Pappie (* 1986), niederländischer Hip-Hop-Künstler, Rapper und Fernsehmoderator